# Phil Parkes (Wolverhampton)
Phil Parkes, född 14 juli 1947 i West Bromwich, är en engelsk fotbollsspelare med en lång och framgångsrik karriär. Kallades ”Lofty”.
14 år gammal började han spela för Wolverhampton Wanderers. Efter skolan spelade "Lofty" för Wolves femtelag i Wolverhamptons amatörliga, 1963/64 flyttades Phil upp i Wolves B-lag. I september 1964 skrev han på ett kontrakt och blev proffs. Efter ett tag blev han ordinarie i reservlaget och i november 1966 kom ligadebuten mot Preston som Wolves vann med 3-2 på Molineux. Han spelade sedan till och från i a-laget fram till november 1968 då han blev förstamålvakt. I mitten av 1970-talet flyttade Parkes till Nordamerika för att spela i Vancouver Whitecaps somrarna 1976, 1977 och 1979. Under de två sista säsongerna blev han vald till ligans bäste målvakt och med Whitecaps blev han ligamästare 1979. Han spelade senare för Chicago Sting, San Jose Earthquakes och Toronto Blizzard.

## Meriter
- Ligacupen, mästare 1974
- Texaco Cup, Mästare 1971

## Klubbar
- Wolverhampton Wanderers FC 1961-1978